# Achillesaurus
Achillesaurus är en dinosaurie tillhörande familjen Alvarezsaurier. Den levde under yngre krita i Bajo de la Carpa-formationen i Rio Negro i Argentina. Den namngavs efter Akilles på grund av vissa märken på skelettfyndets häl (jämför "Akilleshäl"). Achillesaurus var en relativt stor, basal alvarezsaurier och en samtida till Alvarezsaurus. Kunskapen om Achillesaurus bygger på katalognummer MACN - PV - RN 1116, ett fynd av ett partiellt skelett inklusive en korskota, fyra svanskotor, en del av det vänstra lårbenet, skenben och fot, och det vänstra höftbenet.
Enda kända art är Achillesaurus manazzonei.